# Stevenia (djur)
Stevenia är ett släkte av tvåvingar. Stevenia ingår i familjen gråsuggeflugor.

## Dottertaxa tillStevenia, i alfabetisk ordning[1][2]
- Stevenia actenata
- Stevenia acutangula
- Stevenia angustifrons
- Stevenia atramentaria
- Stevenia bertei
- Stevenia bertolinii
- Stevenia caucasica
- Stevenia ceylanica
- Stevenia deceptoria
- Stevenia distinguenda
- Stevenia eggeri
- Stevenia etrusca
- Stevenia fausti
- Stevenia fernandezi
- Stevenia flaviventris
- Stevenia hertingi
- Stevenia hirtigena
- Stevenia kugleri
- Stevenia laeviventris
- Stevenia lateralis
- Stevenia maetoica
- Stevenia nudiseta
- Stevenia obliqua
- Stevenia obscuripennis
- Stevenia palermitana
- Stevenia pallidicornis
- Stevenia pannonica
- Stevenia perpendicularis
- Stevenia rondanii
- Stevenia signata
- Stevenia simplicissima
- Stevenia socotrensis
- Stevenia tachettii
- Stevenia triangulata
- Stevenia umbratica